# Pierre Pincemaille
Répertoire
- Les dix symphonies de Charles-Marie Widor
- Intégrale pour orgue de César Franck
- Intégrale pour orgue de Maurice Duruflé
- Œuvres de jeunesse d'Olivier Messiaen
- Œuvre écrite de Pierre Cochereau

Pierre Pincemaille, né le 8 décembre 1956 dans le 17e arrondissement de Paris et mort le 12 janvier 2018 à Suresnes, est un musicien français, organiste titulaire des grandes orgues de la cathédrale-basilique Saint-Denis.
Connu pour sa maîtrise de l'improvisation à l'orgue, Pierre Pincemaille enseigne différentes disciplines musicales, notamment dans deux conservatoires nationaux supérieurs de musique : celui de Paris et celui de Lyon. Concertiste international, il cherche à rendre l'orgue accessible à un public non averti tout en défendant une facture d'orgue du XXIe siècle. Organiste liturgique, il s'attache à professionnaliser la pratique musicale durant les offices, au cours de ses 30 années de titulariat à la cathédrale de Saint-Denis. Il laisse une discographie comprenant notamment les dix symphonies de Charles-Marie Widor, les intégrales pour orgue de César Franck et Maurice Duruflé, et des improvisations.

## Biographie

### Famille
Pierre Marie François Pincemaille naît à Paris, dans le 17e arrondissement, le 8 décembre 1956 du mariage d'Henri Pincemaille, ingénieur, et d'Andrée Schaar,.
Il épouse le 13 avril 1991 Anne-France Gaudillat (maire-adjointe en 2018 de la commune d'Herblay,, chargée de la culture et des jumelages). De cette union naissent trois enfants : Claire, Marc et Éric.
Il meurt le 12 janvier 2018 à l'âge de 61 ans à l'hôpital Foch de Suresnes (Hauts-de-Seine),,. Il est inhumé au cimetière de Tréflez.

### Formation
Issu d'une famille mélomane depuis plusieurs générations, Pierre Pincemaille commence l'étude du piano en 1965. De 1965 à 1975, il étudie le piano en cours particulier, au Perreux-sur-Marne. Il prend quelques cours avec Lucette Descaves (professeur au CNSM). Il se tourne rapidement vers l'orgue, à la faveur de séjours répétés à partir de 1968 chez son oncle, le père eudiste Paul Pincemaille, économe au collège Saint-Sauveur de Redon (Ille-et-Vilaine), qui est lui-même organiste amateur. Lors de ces séjours durant les vacances scolaires, Paul Pincemaille lui donne accès à l'orgue Debierre de la chapelle du collège.
Il poursuit ses études au collège Albert de Mun de Nogent-sur-Marne puis au lycée Racine à Paris. Autodidacte à l'orgue, doté d'un don précoce pour l'improvisation, Pierre Pincemaille réussit le concours d'entrée au Conservatoire national supérieur de musique de Paris sans avoir pris préalablement aucun cours. Il y entre à 14 ans en octobre 1971, dans la classe de solfège spécialisé (professeur : Françoise Rieunier, puis Claude Lavoix). Il accomplit toutes ses études musicales au conservatoire national supérieur de musique de Paris, en étant reçu aux classes suivantes :
- 1973 - 1977 : classe d'harmonie (professeur : Henri Challan, puis Jean-Claude Raynaud) ;
- 1976 - 1978 : classe de contrepoint (professeur : Jean-Claude Raynaud, puis Lucie Robert) ;
- 1978 : classe de fugue (professeur : Marcel Bitsch) ;
- 1975 - 1979 : classe d'orgue (professeur : Rolande Falcinelli[PQ 2]).

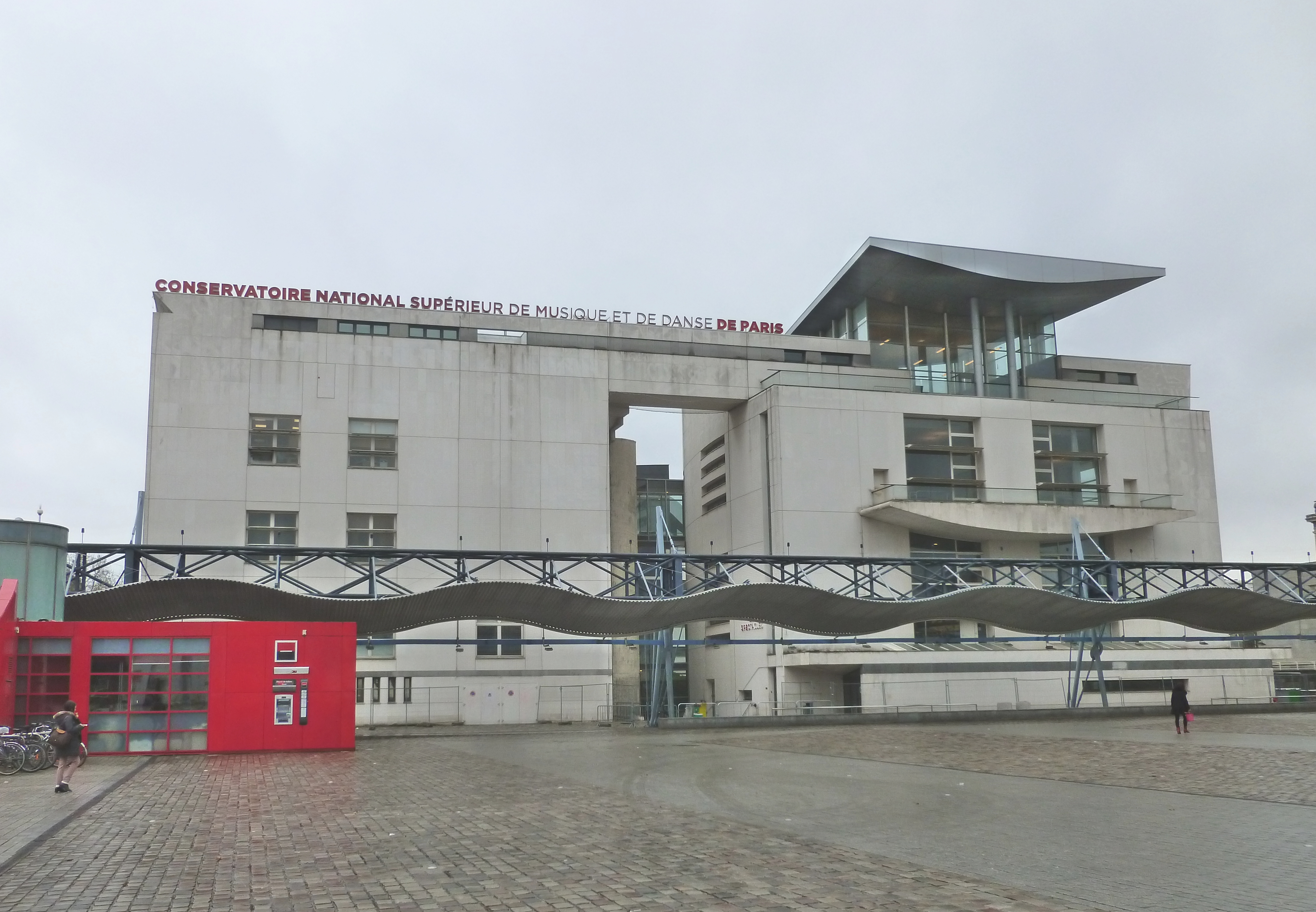
Pierre Pincemaille fut élève puis professeur au conservatoire de Paris.

Il obtient cinq premiers prix (harmonie en 1977, contrepoint en 1978, fugue en 1978, orgue-interprétation en 1979 et orgue-improvisation en 1979). Pierre Pincemaille est le seul élève de la classe de Rolande Falcinelli à avoir obtenu les deux premiers prix d'orgue (interprétation et improvisation) le même jour.
Se dirigeant vers l'enseignement dans les écoles de musique et conservatoires agréés par l'État, Pierre Pincemaille obtient son CA (certificat d'aptitude aux fonctions de professeur) d'accompagnement le 8 juillet 1981, et son CA d'écriture le 24 juillet 1986.
Contrairement à ce qui se dit parfois, il n'a jamais été élève de Pierre Cochereau. N'ayant pas trouvé convenable de se présenter aux masterclass de l'académie internationale d'été de Nice avant d'avoir obtenu ses deux premiers prix (orgue et improvisation) du conservatoire national supérieur de musique de Paris, il n'a pas pu travailler avec Pierre Cochereau, ce dernier étant nommé directeur du Conservatoire national supérieur de musique de Lyon,. C'est par sa fréquentation à la cathédrale Notre-Dame de Paris dans les années 1970, et l'écoute de ses enregistrements, que Pierre Pincemaille s'est familiarisé avec le talent de l'improvisation de Pierre Cochereau,, dont il acquiert la maîtrise.

### Prix internationaux
Entre 1978 et 1990, il remporte cinq grands prix de concours internationaux,, :
- 1978 - Premier prix du concours international d'improvisation de Lyon (jury présidé par Pierre Cochereau[21]) ;
- 1987 - Grand prix du concours européen d'orgue de Beauvais ;
- 1989 - Premier prix du concours international d'improvisation de Strasbourg ;
- 1989 - Grand prix du concours international d'improvisation de Montbrison ;
- 1990 - Grand prix d'improvisation au Grand Prix de Chartres[24] ;

et entame ensuite une carrière de concertiste international.

## Carrière professionnelle
Musicien « complet », Pierre Pincemaille connait une carrière professionnelle diversifiée, longue de 40 ans en tant que concertiste (interprète et improvisateur), organiste liturgique et enseignant, récompensée dans ces trois domaines.

### Organiste liturgique
Pierre Pincemaille occupe plusieurs tribunes en tant qu'organiste titulaire. Considérant sa fonction comme un « privilège », il vise « une qualité optimale, musicalement et liturgiquement ». Ainsi, lorsque cela est possible, Pierre Pincemaille cherche à instaurer la fonction de maître de chapelle, et à mettre en place l'utilisation de l'orgue de chœur pour l'accompagnement des chants (ce qui est réalisé à Saint-Denis, avec une équipe d'organistes de chœur). Lorsque l'organiste titulaire est un professionnel de la musique, il recommande qu'il soit seul titulaire, et qu'il puisse se voir conférer l'autorité suffisante pour élaborer le programme musical des célébrations.
De 1977 à 1984, il est l'organiste accompagnateur de la manécanterie « Les Moineaux du Val-de-Marne » des Petits Chanteurs de Nogent-sur-Marne.
De 1982 à 1987, il est titulaire de l'orgue Merklin de l'église Saint-Eugène-Sainte-Cécile à Paris.

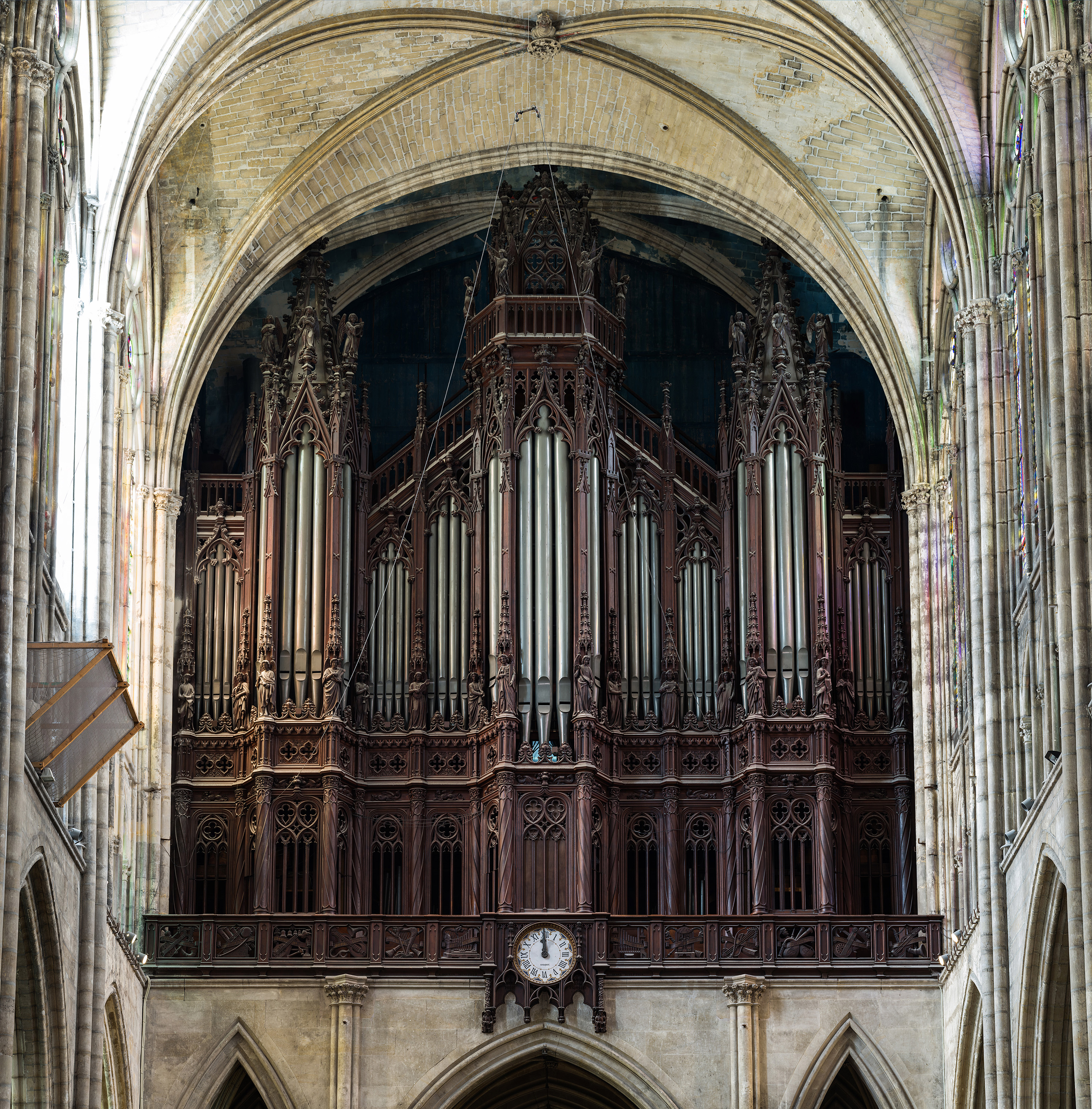
Orgue de la basilique Saint-Denis (inauguré le 21 septembre 1841).

Il est ensuite nommé, au terme du concours du 14 novembre 1987, organiste titulaire des grandes orgues Cavaillé-Coll de la basilique Saint-Denis (cathédrale depuis 1966) parmi quinze candidats, poste qu'il occupe durant 30 ans (du 29 novembre 1987 au 12 janvier 2018). Seul organiste titulaire durant cette période, il se qualifie de « Seul maître à bord après Dieu, et heureux de l'être ! ». En tant qu'organiste titulaire, il joue lui-même aux grandes orgues en se faisant exceptionnellement remplacer par ceux de ses élèves qu'il sélectionne en fonction de leur capacité à tirer parti de cet instrument difficile à maîtriser,, (instrument « déséquilibré », cornements du fait du grand âge de l'instrument, claviers et pédalier incomplets, etc.). En septembre 2003, le nouveau recteur Dominique Lebrun (futur archevêque de Rouen) lui donne « carte blanche » pour l'organisation de la musique liturgique de la cathédrale. S'inspirant de l'« esprit » du chanoine Jehan Revert, il crée un chœur à 4 voix mixtes avec son épouse, et crée un corpus de chants liturgiques qu'il ré-harmonise, pour les inscrire au programme des célébrations.
Il participe à faire découvrir les grandes orgues de la cathédrale de différentes manières. Il anime des visites de groupes d'organistes professionnels et amateurs (comme pour l'association François-Henri Clicquot en 2008), et de groupes de facteurs d'orgues. Il organise des auditions le dimanche matin à partir de juin 1988. Il organise des concerts réguliers en la cathédrale, entre 1989 et 1994, puis entre 2014 et 2017,, (26 concerts), soit 184 organistes invités venant du monde entier, dont Marie-Claire Alain, Gaston Litaize, Suzanne Chaisemartin, Michel Chapuis, Thierry Escaich, André Isoir, Daniel Roth et bien d'autres. Il participe à 25 concerts organisés dans le cadre d'événements particuliers, en tant que concertiste ou directeur artistique : pour le conseil général, Monuments en Musique,,, les journées européennes du patrimoine, la Nuit des cathédrales,, la fête de la musique, le festival de musique de Saint-Denis,, colloque sur Cavaillé-Coll. Enfin, il enregistre une pièce d'orgue du film La Reine Margot, ainsi que huit CD, sur les grandes orgues de Saint-Denis.

### Interprète
Considéré comme un instrumentiste « virtuose »,, Pierre Pincemaille poursuit une carrière internationale de concertiste,, en donnant plus de mille concerts sur quatre des cinq continents : il se produit au cours de plus de 300 concerts dans 19 pays d'Europe (dont en Allemagne, en Italie, en Norvège), 92 sur le continent américain (dont 68 aux États-Unis), et quelques concerts en Afrique et Asie,. En France, il se produit en concert dans plus de 200 villes. Connu pour ses interprétations de la musique romantique et post-romantique, il est invité pour les concerts d'anniversaire ou d'inauguration de différents instruments (comme l'orgue de l'église Notre-Dame d'Oloron-Sainte-Marie, de l'église Saint-Jean de Joigny, de la cathédrale Notre-Dame d'Évreux, ou de la Cathédrale Saint-Samson de Dol-de-Bretagne,). Dans le cadre du festival de musique de Saint-Denis, il joue sous la direction de Mstislav Rostropovitch (War Requiem de Benjamin Britten au Festival 1994), Chung Myung-whun (Symphonie avec orgue de Camille Saint-Saëns au Festival 1999,), Riccardo Muti (Te Deum de Haydn en 2000), János Fürst (messe en ré d'Antonín Dvořák en 2006 avec l'orchestre national d'Île-de-France), John Nelson (Requiem de Fauré au festival de 2003), Charles Dutoit.
Il compose le programme de ses concerts en fonction de l'instrument, du lieu et du public,, soucieux de donner de l'orgue l'image renouvelée d'un véritable instrument de musique plus que d'un simple outil liturgique (de la même manière qu'il se considère plus comme un « musicien qui joue de l'orgue » que comme un organiste,). À cet égard, il présente au public lors de ses concerts les œuvres ou compositeurs interprétés, voire quelques éléments vulgarisés de technique musicale (comme le choral orné avec certaines œuvres de Jean-Sébastien Bach), et préfère les consoles proches du public (ou à défaut une retransmission par vidéoprojection,,), pour rendre visible l'organiste auprès du public.
Pierre Pincemaille dit être « un musicien de la tonalité, dont le répertoire pour orgue s'arrête aux œuvres d'avant 1945 », dans l'esthétique de Claude Debussy et Maurice Ravel. Parmi les compositeurs du répertoire, outre Jean-Sébastien Bach, sa prédilection va aux compositeurs de l'école française d'orgue issue du romantisme comme César Franck,, Charles-Marie Widor, Louis Vierne, Jehan Alain ou encore Maurice Duruflé.
Pierre Pincemaille défend une facture d'orgue du XXIe siècle, s'appuyant sur des technologies nouvelles au service du confort de l'organiste et de son inspiration créatrice. Il est, le cas échéant, en faveur des orgues numériques ou hybrides, comme celui de l'abbaye de Saint-Jean-aux-Bois (Oise), poursuivant l'objectif de rendre l'orgue accessible au plus grand nombre et de séduire un public non averti.

### Improvisateur
Pierre Pincemaille est reconnu pour ses talents d'improvisateur,. Il bénéficie dans ce domaine de l'enseignement de Rolande Falcinelli, elle-même disciple de Marcel Dupré. Il complète cet enseignement par l'écoute des improvisations de Pierre Cochereau,,. Maîtrisant l'écriture musicale, il pratique l'improvisation, dans la tradition de l'école française d'orgue,.
À la cathédrale de Saint-Denis, dans le cadre des messes dominicales, Pierre Pincemaille improvise à sept reprises : entrée, verset après le psaume, méditation après l'homélie, offertoire, consécration, communion, sortie (ce qui lui permet de s'adapter à la liturgie). En 30 ans, il improvise pour accompagner plus de 1 600 célébrations.

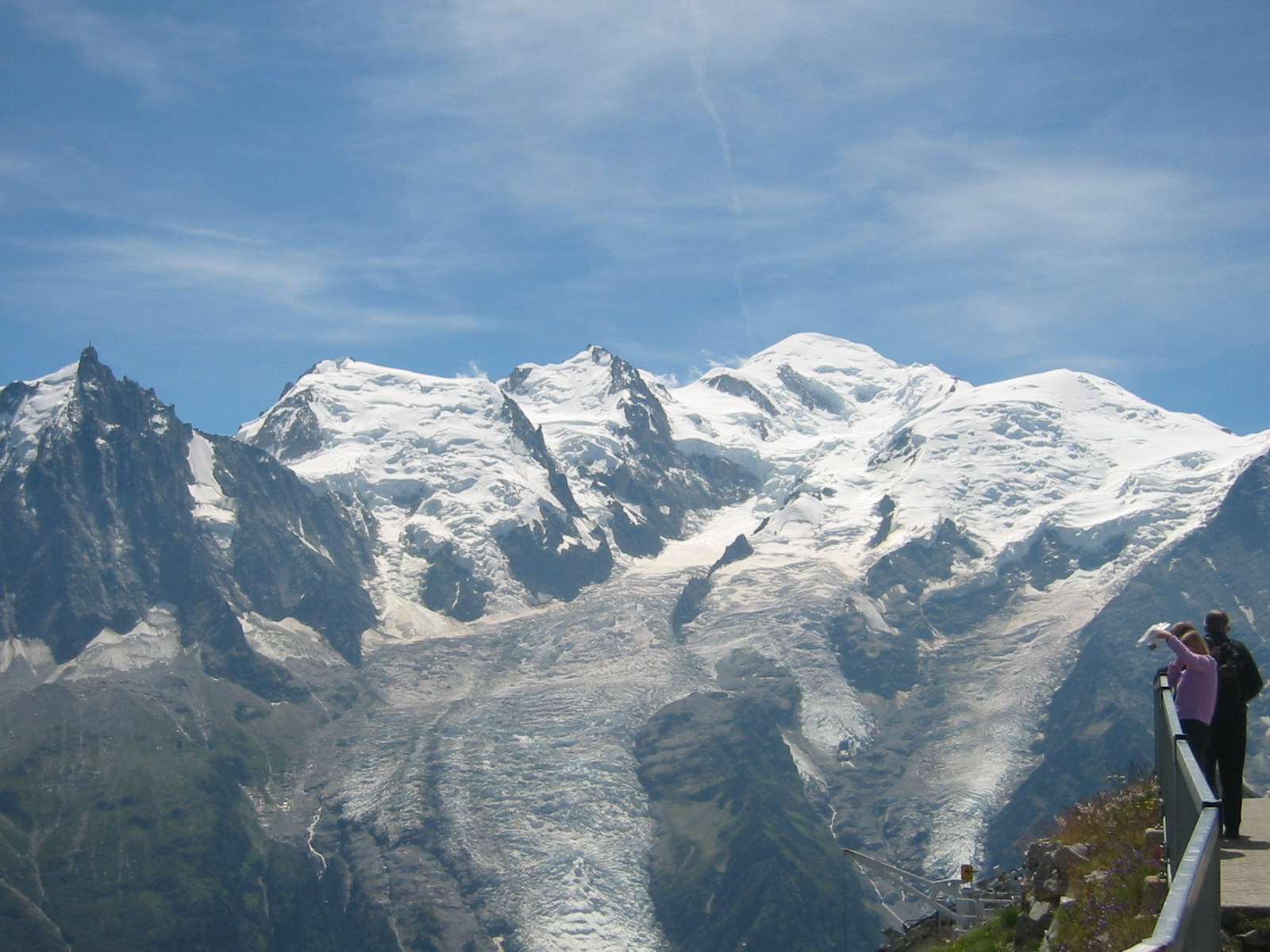
Le massif du Mont-Blanc a inspiré plusieurs improvisations.

En concert, il clôt ses récitals par une grande improvisation sous forme de thème et variations, de symphonie, de suite de danses, ou encore de poème symphonique. Il  met en valeur avec créativité,, les ressources sonores de tous les orgues qu'il joue, quelle qu'en soit la dimension, par ses registrations. Certains de ses récitals sont exclusivement consacrés à l'improvisation. C'est le cas par exemple lors du festival Les heures d'orgue de Chamonix-Mont-Blanc, le 12 août 2012, où Pierre Pincemaille  improvise un poème symphonique en sept tableaux illustrant l'aiguille du Midi, l'Arve, le col du Brévent, la Mer de Glace, la vallée de Chamonix, le lac Vert, le mont Blanc sur des photos de la photographe chamoniarde Monica Dalmasso,,. Il choisit le même format cinq ans plus tard en improvisant un nouveau poème symphonique le 13 août 2017 sur les mêmes photos.
Pierre Pincemaille a improvisé sur des films muets (comme l'improvisation sur Faust de Murnau à l'orgue de l'Abbaye Saint-Ouen de Rouen), ou encore sur des effets pyrotechniques,.
Il a également présidé des jurys de concours d'improvisation, notamment le concours Jean-Louis Florentz en 2007 et 2012, le concours portant son nom à la basilique Saint-Pierre de Luxeuil-les-Bains (Franche-Comté), ayant lieu au moment de Pâques de 2011 à 2013,,, ou encore le concours de Dudelange (Luxembourg), du 26 au 29 août 2015, en co-présidence avec Bernhard Haas,.
Il a consacré neuf CD à ses improvisations.

### Professeur
Pierre Pincemaille réalise une carrière d'enseignant dans plusieurs établissements, du niveau communal au niveau national. En 1980, il devient professeur d'accompagnement au piano et d'écriture musicale au conservatoire à rayonnement régional de Poitiers. Il quitte ce poste en 1984 pour enseigner l'écriture musicale à l'école nationale de musique de Châtellerault, où il exerce jusqu'en 2002. Il enseigne en parallèle l'orgue de 1986 à 1999 au conservatoire du 17e arrondissement de Paris. En 2000, il est nommé au conservatoire à rayonnement régional de Saint-Maur-des-Fossés, en tant que professeur d'improvisation à l'orgue. Son élève David Cassan le suit à ce poste. De 2002 à sa mort, il est également professeur d'écriture musicale, au conservatoire à rayonnement départemental de Saint-Germain-en-Laye.
Au sein des conservatoires nationaux, il est d'abord nommé en 2003 au conservatoire national supérieur de musique et de danse de Lyon pour enseigner l'écriture musicale. Il quitte ce conservatoire en 2005 étant nommé au Conservatoire national supérieur de musique et de danse de Paris comme professeur de contrepoint. Il assure cet enseignement jusqu'à sa mort.
Il conduit également des masterclass.
Pédagogue « recherché » et « respecté », Pierre Pincemaille forme en 17 années de jeunes improvisateurs, français et étrangers, dont certains aujourd'hui organistes titulaires dans des églises parisiennes ou d'autres grandes villes françaises ; parmi eux : David Cassan (Temple protestant de l'Oratoire du Louvre), Thomas Lacôte (église de la Sainte-Trinité), Samuel Liégeon (église Saint-Pierre-de-Chaillot), Baptiste-Florian Marle-Ouvrard et Thomas Ospital (église Saint-Eustache), Pierre Queval (église Saint-Ignace-de-Loyola), Luc Stellakis (basilique Notre-Dame-des-Victoires),, Lucille Dollat (église Notre-Dame-de-la-Gare et église Notre-Dame-des-Vertus d'Aubervilliers),, Pierre Offret), ou encore Quentin Guerillot qui lui succède aux grandes orgues de la cathédrale Saint-Denis le 3 juin 2018,. D'autres étudiants organistes ont suivi son enseignement avant d'acquérir un poste hors de France, dont Martin Grégorius (Gütersloh, Allemagne), Stéphane Mottoul (Hofkirche Sankt Leodegar im Hof, Lucerne, Suisse),, Johan Sigvard Jensen (église de la Citadelle “Kastelskirken” à Copenhague, Danemark), Thomas Kientz (Abbaye territoriale de Saint-Maurice d'Agaune, Suisse),.

## Œuvres
La plupart des œuvres de Pierre Pincemaille sont des improvisations, dont la majorité n'a pas été enregistrée. Ce dernier écrit d'ailleurs, concernant l'œuvre d'improvisation :

« Elle n'est appelée à n'être entendue qu'une fois, puis à s'évanouir définitivement dans un fugitif souvenir, en ne laissant aucune trace dans l'Histoire de la musique. »

Parmi les œuvres enregistrées, la discographie de Pierre Pincemaille se compose d'une vingtaine de CD ou ensemble de CD (d'interprétations, transcriptions et improvisations). Pierre Pincemaille laisse également quelques compositions et écrits.

### Compositions
Pierre Pincemaille ne se considère pas comme compositeur, pour un certain nombre de raisons qu'il explique dans À propos de la composition. Il estime qu'en composant, il aurait « passé son temps à se corriger et se renier » : même encouragé à composer par ses maîtres Jean-Claude Raynaud et Rolande Falcinelli, il préfère l'art de l'improvisation, « surgissant dans l'émotion de l'instant ». Il laisse néanmoins quelques compositions :
- En Louisiane (pièce pour trombone) éditée chez Delatour[70] (BNF 39714241) ;
- Prologue et Noël varié, aux éditions Delatour (2007)[69],[71],[72] (BNF 41063813), destiné à être le « morceau imposé » du Grand Prix Florentz de 2007 dont Pierre Pincemaille préside le jury ;
- Sonatine pour hautbois et piano (DLT2832), éditions Delatour[73] (BNF 45714003)  (EAN 9790232115993) ;
- trois motets pour chœur à 4 voix mixtes a cappella, éditions À Cœur Joie[S 26],[PQ 44] :
  - Ave Maria, publié en décembre 2013 - ACJ 5139 (BNF 43853834) ;
  - Pater Noster, publié en juin 2018 - ACJ 5171 (BNF 45548690) ;
  - Ave Verum, publié en juin 2018 - ACJ 5170 (BNF 45548694) ;
- quatre miniatures pour piano sur la mélodie Le Temps des cerises à la manière de Mozart, Bach, Schumann et Beethoven ;
- des harmonisations :
  - de chansons enfantines (pour piano), publiées aux éditions A Cœur Joie - ACJ 53 0111[74] (BNF 45827284) ;
  - de chants liturgiques[30] ;
  - de cantiques de Bretagne (avec David Cassan), publiés aux éditions Musiques Buissonières en janvier 2023 - EB-2-539 -  (ISBN 9782 84926 539 0)[75].

Ses œuvres sont jouées dans le cadre de concerts, festivals ou cérémonies religieuses, par exemple lors du récital du 18 mars 2018 donné en la cathédrale nationale de Washington par Jeremy Filsell ou lors de la messe radiodiffusée depuis la chapelle « Sainte-Marie Mère de l'Église » de l'institution Sainte-Marie d'Antony le 17 juin 2018 par la Maîtrise Sainte-Marie d'Antony.

### Discographie
Pierre Pincemaille a réalisé de nombreux enregistrements,.

#### Intégrales pour orgue
- Intégrale de l'œuvre pour orgue de Maurice Duruflé - Bonn–Beuel (Allemagne) - 2000 - Motette 12541.
- Intégrale de l'œuvre pour orgue de César Franck - Basilique Saint-Sernin de Toulouse - Solstice - novembre 2005 - SOCD 231-232 - (BNF 40996951) -  (EAN 3279792312036).

#### Œuvres pour orgue duXIXesiècle
- Hector Berlioz : Te Deum pour trois chœurs et orgues Opus 22 (Pierre Pincemaille, Orchestre français d'oratorio, direction Jean-Pierre Loré) - EROL (mars 1991) - (BNF 38390919) -  (EAN 3503509400106).
- Œuvres du XIXe siècle à Saint-Denis : Boëly, Chauvet, Alkan, Saint-Saëns, Franck - Basilique Saint-Denis, mai 1994 - Solstice SOCD 116 - (BNF 38576428) -  (EAN 3279791162038).
- Œuvres de Franck, Boëllmann, Vierne, Alain, Improvisation à Marienstatt - IFO 00039.
- Camille Saint-Saëns : 3e Symphonie et Trois fantaisies pour orgue, enregistrés sur l'orgue de la basilique Saint-Denis (Pierre Pincemaille, Orchestre français d'oratorio, direction Jean-Pierre Loré) - EROL ER 94001 (1992) - (BNF 38510012) -  (EAN 3503509400106).
- Les dix symphonies de Charles-Marie Widor, enregistrées sur dix orgues Cavaillé-Coll en France (Cathédrale Saint-Pierre de Lisieux, église Saint-Antoine-des-Quinze-Vingts, église Sainte-Croix de Saint-Malo, basilique Saint-Denis, église Saint-François-de-Sales de Lyon, église Saint-Sulpice de Paris, église de la Madeleine, église Saint-Étienne de Caen, abbaye Saint-Ouen de Rouen, basilique Saint-Sernin de Toulouse) - Solstice SOCD 181-185 - (BNF 38577786) -  (EAN 3279791812032).

#### Œuvres pour orgue duXXesiècle

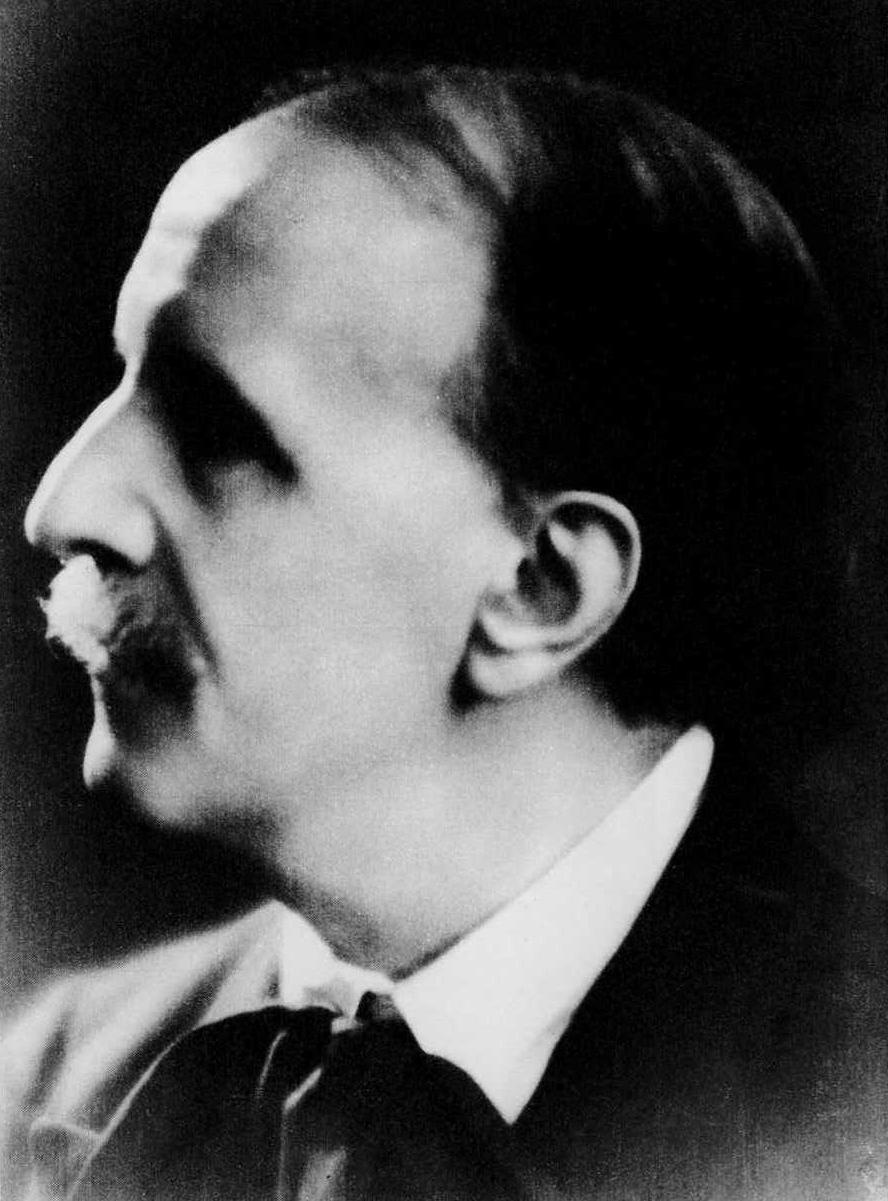
Louis Vierne (vers 1910) : Pierre Pincemaille enregistra certaines de ses œuvres, dont la Messe solennelle qu'il joua à son dernier concert du 5 novembre 2017.

- Deuxième Symphonie et Deuxième Suite des Pièces de fantaisie de Louis Vierne - Basilique Saint-Denis, septembre 2001 - Festivo FECD 137 -  (EAN 8716114613723)[80].
- Messe solennelle… de Louis Vierne - Pierre Pincemaille (orgues), Ensemble de cuivres de l'Opéra de Paris, 1998 - Forlane 16786 - (OCLC 690092154) - (BNF 38515049) -  (EAN 3399240167862).
- Les œuvres de jeunesse d'Olivier Messiaen - IFO 00318/19 : La Nativité du Seigneur, Le banquet céleste, Apparition de l'Église éternelle, L'Ascension.
- Joseph Jongen, Aaron Copland, Symphonies pour orgue et orchestre - Direction : Daniel Tosi - Cathédrale de Perpignan - Solstice SOCD 198[S 28] - (BNF 38576305) -  (EAN 3279791982032).
- Œuvre écrite de Pierre Cochereau : thème et variations sur « Ma jeunesse a une fin » – Micro-sonate en trio – Trois variations sur un thème chromatique - Église de Roquevaire (Bouches-du-Rhône), 1998-1999 - Solstice SOCD 163 - (BNF 38575347) -  (EAN 3279791632036).
- Les transcriptions, par lui-même, de L'Oiseau de feu et de Petrouchka d'Igor Stravinsky - Maison de Radio-France (Paris), juillet 1996 – juin 1997 - Solstice SOCD 153 - (BNF 38574782) -  (EAN 3279791532039).

#### Improvisations
- Improvisations - Livre d'orgue, Symphonie, Variations sur Tantum Ergo - Collégiale Notre-Dame d'Espérance de Montbrison (Loire), juin 1990 - Pierre Verany PV 790111[81] - (BNF 38229838) -  (EAN 3297167901111).
- Improvisations - Prélude, ricercare et Noël varié, Grand messe - Basilique Saint-Denis, novembre 1994 - Éditions Lade ELCD 015.
- Improvisations, Inauguration du nouvel orgue - Institution Sainte-Marie d'Antony, 9 avril 1995 - DS C 596715, D. Fellot.
- (de) Orgelimprovisationen 1997 - 10. Internationale Altenberger Orgelakademie  -  Jos van der Kooy, Theo Brandmüller, Pierre Pincemaille, Wolfgang Seifen, Tmk Medienproduktion & Vertrieb
- Improvisations - Six chansons de France, Prélude et Fugue sur « Aristide »  - Basilique Saint-Denis, 2000 - Motette 12551.
- Improvisations sur des thèmes de Noëls anglo-saxons - Perkins Chapel, SMU, Dallas (Texas)[82], mai 2002 - Solstice SOCD 203 - (BNF 39010887) -  (EAN 3279792032033).
- Inauguration de la Cité de la Musique et de la Danse, Cité de la musique et de la danse de Strasbourg, 16 septembre 2006 - Muhleisen - Radio Accent 4 (disque non commercialisé)[83].
- Improvisations - Prélude et double fugue, Suite de danses, Poème symphonique - Variations sur (de) « Vom Himmel hoch » - Cathédrale de Minden (Allemagne) - Organ ORG 7001-2 - (BNF 38554548) -  (EAN 4010228700121).
- Improvisations - Cannes : un Festival d'improvisations - Notre-Dame de Bon Voyage - Ctésibios CTE 065[OF 19] - (BNF 43586473).
- Improvisations sur des hymnes nationaux européens - Église Saint-Martin de Dudelange (Luxembourg), 2012 - IFO 00418[OF 19].

#### Autres enregistrements
- Chœur, orgues, orchestre - Pierre Pincemaille, Vincent Guyot - Les Moineaux du Val-de-Marne, Ensemble Orchestral de Nogent-Le Perreux, direction Claude Desprez - 1990 - MVCD9001 - (BNF 38191554)
- Cantates BWV 29, BWV 78, BWV 106 de Jean-Sébastien Bach - Francis Bardot, Pierrick Boisseau, Pierre Pincemaille - Maitrise des Hauts de Seine, direction Laurent Brack - 1994 - Mhs 33003 - (BNF 38291460)

## Décorations, distinctions et hommages
Pierre Pincemaille est décoré dans les trois domaines de sa carrière : professeur, musicien, et organiste liturgique,.
- Chevalier de l'ordre des Palmes académiques en 2003 : au sein de la promotion du 14 juillet 2003 ;
- Chevalier de l'ordre des Arts et des Lettres en 2006[OF 20] ;
- Chevalier de l'ordre de Saint-Grégoire-le-Grand en 2007 : il est décoré le 16 juin 2007 par Mgr Olivier de Berranger (alors évêque de Saint-Denis[LeP 10]), cette décoration étant accordée par le Saint-Siège pour services rendus à l'Église.

En 2000, il obtient un diapason d'or pour l'enregistrement de l'intégrale des symphonies de Charles-Marie Widor,.
Sa mort est annoncée sur divers médias : médias nationaux (comme Le Monde.fr ou France Musique), médias locaux (comme le Journal de Saint-Denis), médias institutionnels (site web de la Direction régionale des Affaires culturelles (DRAC) d'Île-de-France, comptes Twitter de conservatoires), ou encore certains sites spécialisés (comme « Orgue en France » ou Diapason).
Après sa mort, divers hommages lui sont rendus. C'est le cas notamment avec plusieurs concerts, en particulier les concerts du 3 février 2018 à l'Oratoire du Louvre, du 14 avril 2018 à la cathédrale de Saint-Denis,, le concert de l'ensemble Amarillis du 5 avril 2018 lors du festival musical « Le Printemps des orgues », le 16 janvier 2021 lors du 52e festival de musique de La Chaise-Dieu, ou encore les récitals des 13, 20 et 27 juillet 2018 lors de la 62e édition du festival musical « La voix des orgues » de Guérande,. Des émissions de radio lui rendent également hommage les 18 janvier 2018 et 19 janvier 2018 sur le réseau des radios chrétiennes francophones.
Le prix du public du Grand Prix Florentz a été nommé « Pierre-Pincemaille ».

## Pour approfondir